# Savin Bor
Savin Bor (cyr. Савин Бор) – wieś w Czarnogórze, w gminie Petnjica. W 2011 roku liczyła 253 mieszkańców.